# Mixolophia ochrolauta
Mixolophia ochrolauta är en fjärilsart som beskrevs av W. Warren 1894. Mixolophia ochrolauta ingår i släktet Mixolophia och familjen mätare. Inga underarter finns listade i Catalogue of Life.